# Германская Восточно-Азиатская крейсерская эскадра
Германская Восточно-Азиатская крейсерская эскадра (нем. Ostasiengeschwader, называлась также просто «крейсерской эскадрой» — нем. Kreuzergeschwader) — эскадра военно-морского флота Германской империи, предназначавшаяся для обеспечения интересов Германии в Азиатско-Тихоокеанском регионе. Существовала под этим названием с 1894 по 1914 год.

## Формирование эскадры
Ещё в XVIII веке Восточная Азия вошла в сферу торговых интересов немецких предпринимателей. В 1859 году, ещё до создания Германской империи прусский король послал в Тихий океан эскадру из четырёх военных кораблей. Присутствие прусских кораблей в китайских территориальных водах было официально оформлено пекинским договором 1861 года. C 1870-х годов объединённая Германская империя развернула активную колониальную политику; но изначально Германия придавала наибольшее значение своим владениям в Африке, где в 1885—1893 существовала Африканская крейсерская эскадра, а на Дальнем Востоке в это время Германия оставила только две канонерские лодки.
После Японо-китайской войны 1894—1895 годов Германия вновь проявила интерес к этому региону. В 1896 году адмирал Тирпиц, приехав в Китай, выбрал в качестве подходящего места для военно-морской базы область Цзяочжоу на Шаньдунском полуострове; однако договориться с китайским правительством об аренде удалось не сразу. В 1897 году вопрос решился, благодаря так называемому инциденту Цзюйе: в Цзяочжоу были убиты два немецких миссионера, и германское правительство направило туда эскадру под командованием контр-адмирала Отто фон Дидерихса и, под предлогом защиты христиан, выдвинуло Китаю ультиматум о передаче этой территории в аренду на 99 лет. Город Циндао, столица новой германской колонии, стал базой Германской Восточно-Азиатской эскадры, а фон Дидерихс — её первым командиром. Изначально в эскадру вошли бронепалубный крейсер «Ирене» и корветы «Аркона», «Александрин» и «Мария». Позже к ним добавились сведённые во вторую дивизию эскадры фрегат «Кайзер», бронепалубный крейсер «Принцесс Вильгельм» (типа «Ирене») и небронированный крейсер «Корморан».

## Начало Первой мировой войны

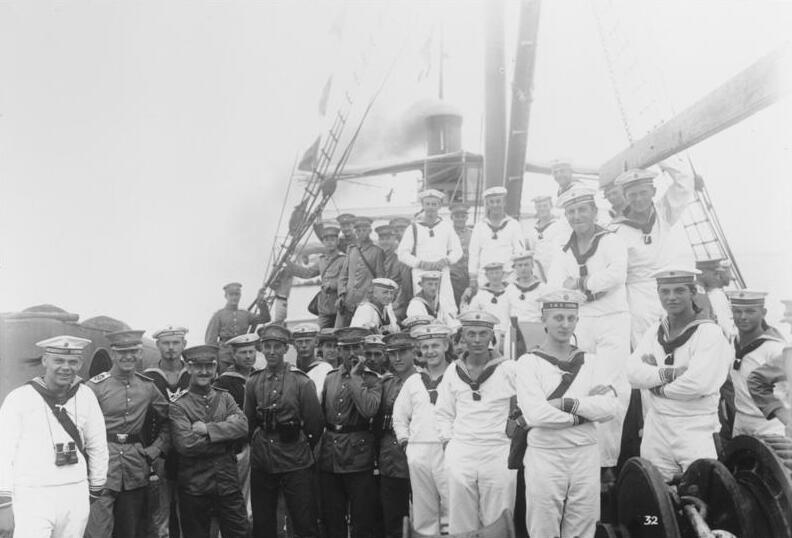
Циндао: матросы (1912)

В 1914 году Восточно-Азиатской эскадрой командовал вице-адмирал Максимилиан фон Шпее. В состав сил Шпее входили броненосные крейсера «Шарнхорст» (флагманский) и «Гнейзенау», лёгкие крейсера «Эмден», «Нюрнберг», «Лейпциг», четыре мореходные канонерские лодки типа «Илтис», три речные канонерки, минный заградитель «Лаутинг» и два эсминца: «Таку» и S-90. Их экипажи имели хорошую подготовку, но корабли были уже устаревшими и не могли противостоять превосходящим силам британского флота. Поэтому в случае войны они должны были, избегая вступать в сражения, действовать на коммуникациях противника, топя транспорты и торговые суда.
Война застала фон Шпее на острове Понапе (Каролинские острова) — он совершал рейд по германским колониям в Тихом океане. Предвидя возможность скорой блокады Циндао японским флотом, он принял решение всем крупным кораблям эскадры собраться у Марианских островов. В Циндао остались только канонерские лодки и миноносцы. 13 августа состоялся совет командиров кораблей. Фон Шпее принял решение идти к берегам Чили, так как чилийское правительство всегда поддерживало Германию, и там можно было рассчитывать на обеспечение топливом и ремонт. Однако Карл фон Мюллер, командир крейсера «Эмден», считал, что больший ущерб противнику можно нанести, действуя в Индийском океане и предложил отправить свой крейсер в самостоятельное плавание в этот район. Его предложение было принято.

## Рейд «Эмдена»

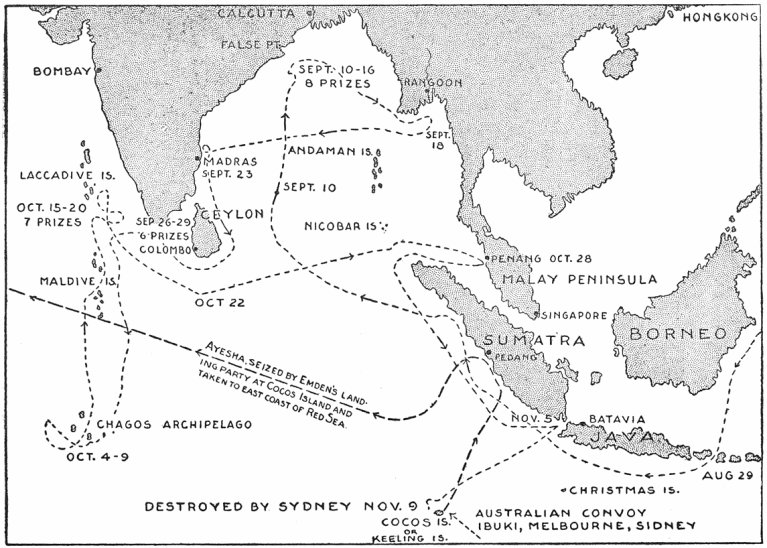
Маршрут «Эмдена»

Крейсер «Эмден», действуя в Индийском океане, захватил 23 торговых судна принадлежавших Великобритании и её союзникам. 23 сентября «Эмден» произвёл артиллерийский обстрел порта Мадрас на восточном побережье Индостана. В результате обстрела были подожжены нефтехранилища, британцы потеряли около 5000 тонн нефтепродуктов. Действия «Эмдена» имели большой международный резонанс и нанесли существенный урон не только судоходству Великобритании, но и её авторитету в регионе. В дальнейшем командование германского флота даже планировало разжигание в Индии антибританской революции при участии «Эмдена», однако впоследствии план был отменён.
У острова Пенанг (в Малаккском проливе, в британской колонии Малайя) 28 октября «Эмдену» удалось проникнуть в порт: на судне поставили фальшивую четвертую трубу, из-за чего его сначала приняли за британский крейсер «Ярмут». После входа в гавань на «Эмдене» подняли германский флаг, после чего была произведена торпедная атака на стоявший в порту русский крейсер «Жемчуг». После двух попаданий «Жемчуг» затонул. Его команда не была готова к нападению: под паром находился только один котел, поэтому крейсер не мог дать ход и успел лишь выпустить несколько снарядов, из которых ни один не попал в цель. Выходя из порта, «Эмден» потопил преследовавший его французский эсминец «Мушкет».
Рейд «Эмдена» закончился 9 ноября: он был потоплен у Кокосовых островов в бою с австралийским крейсером «Сидней».

## Конец Восточно-Азиатской эскадры

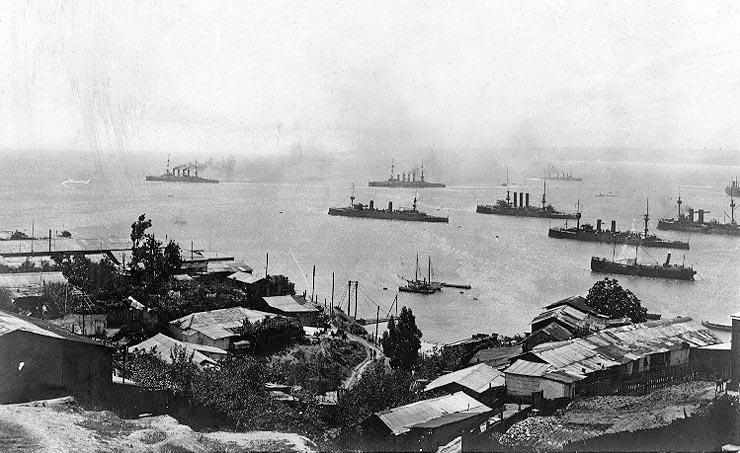
Германская Восточно-Азиатская эскадра (корабли под парами на заднем плане) покидает Вальпараисо (Чили) 3 ноября 1914 года. «Шарнхорст» и «Гнейзенау» впереди, за ними «Нюрнберг». На переднем плане корабли чилийского ВМФ.

Расставшись с «Эмденом», Восточно-Азиатская эскадра направилась к островам Самоа, надеясь обнаружить там противника. Фон Шпее приложил все усилия к тому, чтобы не попасться английским перехватчикам, для чего запретил передавать сообщения по радио и даже выбрасывать с кораблей мусор. 22 сентября корабли фон Шпее обстреляли город Папеэте во Французской Полинезии. Затем эскадра прибыла к острову Пасхи, где к ней присоединились крейсера «Лейпциг» и пришедший из Атлантики «Дрезден». Интересно, что на острове немецкие моряки успели подружиться с находившимися там английскими археологами, которые ещё не знали о начавшейся войне. 1 ноября у берегов Чили они встретили английскую эскадру из четырёх кораблей под командованием адмирала Кристофера Крэдока. В состоявшемся сражении германская эскадра одержала полную победу, потопив два корабля. При этом потери немцев составили всего двое раненых.
Согласно указанию из Берлина, фон Шпее должен был, пройдя Атлантический океан с юга на север, попытаться прорваться сквозь британскую блокаду в Северном море и присоединиться к основным силам германского флота. Но он решил напасть на Порт-Стэнли, базу британского флота на Фолклендских островах, где его, очевидно, должны были ждать крупные силы англичан. Существует версия, что англичане, которым к тому моменту был известен германский военно-морской код, послали фон Шпее фальшивый приказ о нападении на Порт-Стэнли. Кроме того, известно, что он получил ложное сообщение об уходе английской эскадры из Южной Атлантики в Африку для участия в подавлении восстания буров. Так или иначе, шансы на успех у немцев были только в единственном случае: если бы они отправились в Порт-Стэнли сразу же после боя у Коронеля. Однако они задержались из-за плохой погоды и поисков топлива, для чего им пришлось даже захватить британский корабль с грузом угля.
7 декабря в Порт-Стэнли прибыла английская эскадра под командованием адмирала Стэрди. В неё, специально для борьбы с броненосными крейсерами фон Шпее, были включены линейные крейсера «Инвинсибл» и «Инфлексибл». Подошедшие на следующий день германские корабли были встречены эскадрой из восьми превосходящих их в скорости и вооружении судов. В бою, состоявшемся 8 декабря, были потоплены крейсера «Шарнхорст», «Гнейзенау», «Лейпциг» и «Нюрнберг». Погиб и сам фон Шпее с двумя сыновьями. Уйти удалось лишь крейсеру «Дрезден» и госпитальному судну «Зейдлиц». «Зейдлиц» вскоре пришёл в нейтральную Аргентину, где и был интернирован, а «Дрезден» вернулся в Тихий океан, где был уничтожен около чилийского побережья 14 марта 1915 года в бою с английскими крейсерами «Кент» и «Глазго».
Ввиду того, что после войны Германия потеряла все свои колонии, в том числе и порт Циндао, взятый японцами 7 ноября 1914 года, история германской Восточно-Азиатской эскадры на этом закончилась.

## Командующие эскадрой
- контр-адмирал Пауль Хоффманн — 25 ноября 1894—1896
- контр-адмирал Альфред фон Тирпиц — 15 июня 1896 — 29 марта 1897
- контр-адмирал/вице-адмирал Отто фон Дидерихс — 11 июня 1897—1899
- контр-адмирал Генрих, принц Прусский — 14 апреля 1899—1900
- вице-адмирал Эмиль Феликс фон Бендеманн — 17 февраля 1900—1902
- вице-адмирал Рихард фон Гайсслер — 15 февраля 1902—1903
- контр-адмирал/вице-адмирал Курт фон Приттвиц-унд-Гаффрон — 15 ноября 1903—1905
- контр-адмирал Альфред Бройзинг — 11 ноября 1905—1907
- контр-адмирал/вице-адмирал Карл фон Кёрпер — 13 мая 1907—1909
- контр-адмирал/вице-адмирал Фридрих фон Ингеноль — 18 мая 1909—1910
- контр-адмирал Эрих Гюлер — 6 июня 1910 — 21 января 1911
- контр-адмирал Гюнтер фон Крозигк — 25 марта 1911—1912
- контр-адмирал/вице-адмирал Максимилиан граф фон Шпее — 4 декабря 1912 — 8 декабря 1914